# Feel the Heat of the Night
"Feel the Heat of the Night" é uma canção gravada pelo grupo musical alemão de eurodance Masterboy, que foi lançado como single em junho de 1994 e destinado ao seu álbum, Different Dreams. O single alcançou sucesso em muitos países, principalmente na Áustria, França (onde foi o segundo maior hit e ficou no top 50 por 26 semanas consecutivas), e na Alemanha, onde ficou por quatro semanas no top 10. No Eurochart Hot 100, "Feel the Heat of the Night" alcançou a posição 22.
A canção é caracterizada por uma "música rítmica e rápida" que se inspira no estilo "eurodance" que era popular na época.
Em 2003 e 2006, a música foi relançada em versões remix, mas teve muito menos sucesso. A arte dos remixes utilizou a mesma foto de Günther Blum, mas com cores diferentes (laranja e azul).

## Lista de Faixas

#### CD single
1. "Feel the Heat of the Night" (radio edit) — 3:46
2. "Feel the Heat of the Night" (free and independent mix) — 6:44

#### Remix single
1. "Feel the Heat of the Night" (unplugged) — 3:00
2. "Feel the Heat of the Night" (voodoo mix) — 6:00
3. "Masterboy mega mix" — 7:40

#### CD maxi - 2003 remixes
1. "Feel the Heat of the Night" (shark mix) — 5:52
2. "Feel the Heat of the Night" (the second mix) — 5:52
3. "Feel the Heat of the Night" (bass mix) — 5:26